# Малый песочник
Малый песочник (лат. Calidris pusilla) — кулик, мелкая птица из семейства бекасовых. Гнездится главным образом в южной части тундры в Канаде и Аляске, лишь незначительная часть (около 0,1 % от всей популяции) отмечена на территории России — на побережье Колючинской губы на Чукотке. Зимует на побережьях Южной Америки и Вест-Индии. Стайная птица.

## Описание

### Внешний вид
Мелкий кулик с длинными, как у ходулочников, ногами, и тонким, коротким и затупленным на конце клювом. Как и у других песочников, шея и крылья удлинённые, а хвост короткий. Ноги чёрные, частично покрыты плавательными перепонками, что позволяет птицам легко передвигаться по мягкому илистому грунту и плавающим листьям растений. Длина тела 13—15 см, размах крыльев 34—37 см, масса 20—41 г.

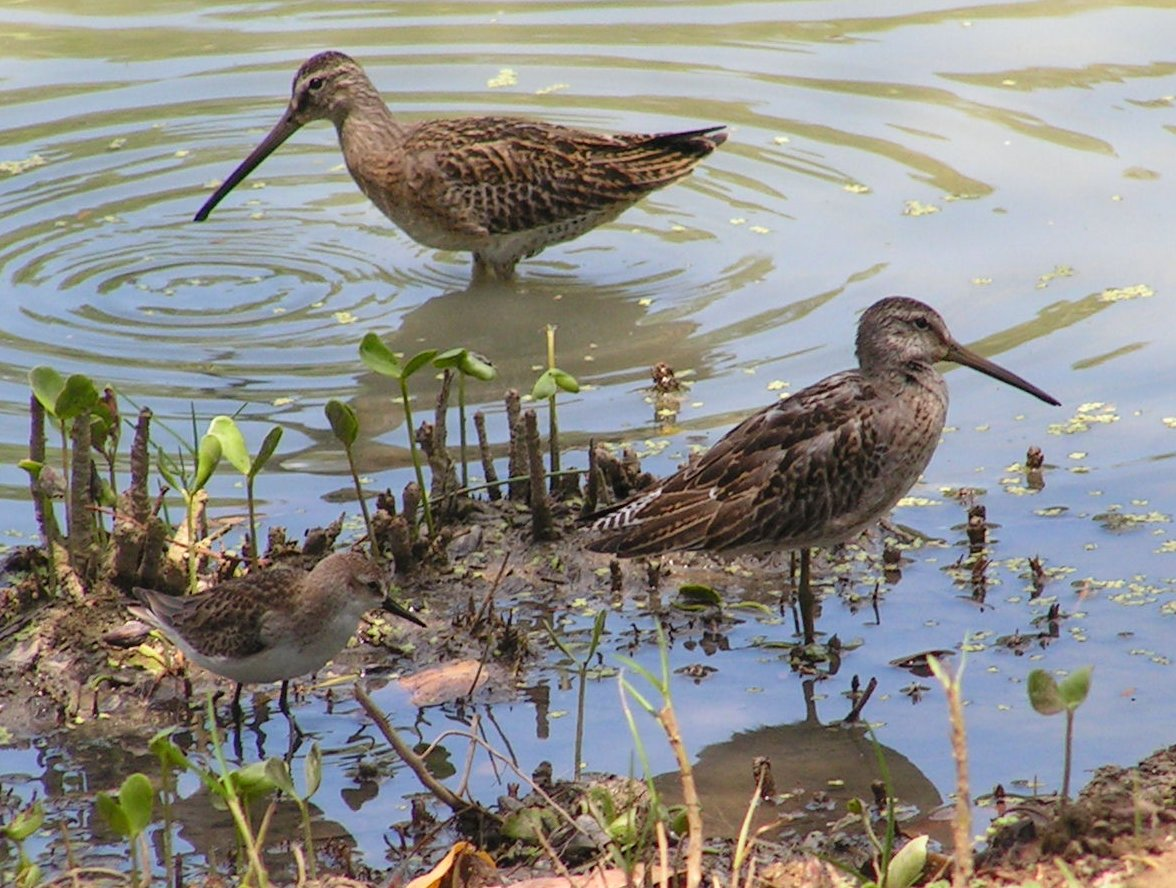
Малый песочник (снизу слева) в компании двух бекасовидных веретенников

Обычно сравнивают 4 мелких вида песочников, ноги которых окрашены в тёмный черноватый цвет: помимо малого, сюда относят перепончатопалого песочника, кулика-воробья и песочника-красношейку. В гнездовом наряде малый кулик выделяется более тусклым, невзрачным оперением. В верхней части оперения преобладают серовато-жёлтые тона, иногда с лёгким (но не интенсивным, как у других видов) рыжеватым оттенком. На общем фоне хорошо выделяются чёрные со светлыми каёмками плечевые перья. Горло и брюхо беловатые, с тёмными пестринами на груди и передней части боков.
Вне сезона размножения оперение верхней части тела становится ещё более тусклым монотонно-серым; в этом наряде кулика по окрасу практически не возможно отличить от других видов из четвёрки. Отличительные особенности малого кулика зимой (а также летом вдобавок к оперению) — форма клюва, строение ног и голос. Клюв у описываемого вида прямой, несколько утолщённый и притупленный на конце (это также характерно для песочника-красношейки, но у перепончатопалого он заметно загнут книзу и уплощён, а у кулика-воробья почти прямой и острый). Плавательные перепонки также развиты у перепончатопалого песочника, однако отсутствуют у двух других видов. У бонапартова песочника, также распространённого в Северной Америке, основание подклювья жёлтое, над глазом развита белая полоса, перепонки между пальцами отсутствуют, крылья более длинные и всегда выступают за кончик хвоста.

### Голос
Голос в сравнении с другими черноногими песочниками более низкий и дребезжащий. Его описывают как громкую трель «крип», «чрек», «чрап», иногда «чиррап». Иногда на взлёте издаёт мягкий чирикающий звук. Брачная песня самца, исполняемая на лету — монотонно повторяющиеся звуки «рии..рии..рии…» либо «ди..джп..ди..джп..ди..джп…».

## Распространение
Около 85 % всей популяции малого песочника гнездится на севере Канады, оставшиеся 15 % на Аляске к востоку от мыса Барроу. В России отмечена лишь небольшое поселение этих птиц на побережье Колючинской губы и косе Беляка на Чукотке. Южная граница гнездовий на Аляске проходит по дельте Юкона, северо-восточному побережью Большого Медвежьего озера, восточнее опускается к югу до юго-западной части Гудзонова залива. Кулик распространён на южном и восточном побережье Гудзонова залива, на полуострове Унгава на севере Лабрадора, на северных и восточных берегах Ньюфаундленда к югу до пролива Белл-Айл. В Канадском Арктическом архипелаге песочник населяет острова Банкс, Виктория, Кинг-Вильям, Баффинова Земля, Саутгемптон, Принс-Чарльз и возможно Сомерсет.
Типичная перелётная птица, зимует на илистых и песчаных пляжах на морских побережьях и пресноводных водоёмах Вест-Индии, Суринама, Гайаны и северной Бразилии. Незначительная часть перезимовывает на юге Флориды.

## Размножение
Моногам, пары нередко сохраняются в течение нескольких лет. К местам гнездовий прилетает в конце мая, гнездится на сырых участках тундры, часто возле рек, озёр и разливов. Обычно самцы прибывают на несколько дней раньше. Они занимают участок и пытаются привлечь самок, паря над ним и издавая резкие крики. Приметив потенциальную партнёршу, самец выкапывает несколько неглубоких ямок в грунте и демонстрирует их самке. Последняя выбирает одно из импровизированных гнёзд и откладывает в него 4 яйца по одному в сутки. Период инкубации продолжается около 19 дней, насиживают поочерёдно оба родителя. Птенцы появляются на свет покрытые пухом, и уже вскоре после этого самостоятельно кормятся насекомыми. Примерно через 10 дней после вылупления самка навсегда покидает выводок, самец же остаётся с птенцами до того момента, когда они начнут летать. Птенцы начинают перепархивать в возрасте двух недель, а ещё через 5 дней полностью встают на крыло.